# Benedikt Kuripečič
Benedikt Kuripečič, slovenski diplomat, notar, potopisec in prevajalec, * okoli leta 1490, Gornji Grad, † (?)
Iz listine ljubljanskega kapiteljskega arhiva za leto 1525 je razvidno, da je Kuripečič v Ljubljani opravljal službo notarja. Pomembnejša pa je bila njegova vloga prevajalca, ko je leta 1530 potoval z diplomati cesarja Ferdinanda I. v Turčijo. Naslednje leto (1531) je po vrnitvi iz Istanbula v knjižni obliki izdal potopis z naslovom Itinerarium Wegrayss Kün. May potschafft gen Constantinopel zu dem Türkischen Keiser Soleyman Anno XXX.  Kuripečičev potopis je prvi, ki je Evropi predstavil do tedaj to malo znano deželo in kot najstarejši potopis po Balkanu iz 16. stoletja prinaša zelo pomembne zgodovinske, zemljepisne in etnografske podatke. Delo, katerega rokopis se ni ohranil, je bilo verjetno natisnjeno na Dunaju. Danes je ohranjenih le nekaj primerkov tega dela, enega hrani tudi NUK. Kuripečič je istega leta izdal še delo Ein Disputation oder Besprech zwayer Stallbuben, v katerem je duhovito opisal družbene, politične in verske razmere v Turčiji in Habsburški monarhiji. Za slovenske bralce je besedilo priredil Silvo Kranjec (Mladika 1931).